# Sagan om Belgarion
Sagan om Belgarion (originaltitel The Belgariad) är en bokserie om fem böcker skriven av den amerikanska författaren David Eddings 1982–1984. Ylva Spångberg har översatt böckerna till svenska, med utgivning 1989–1992.
Serien handlar om pojken Garion som växer upp i kungadömet Sendarien i västra delen av världen. När han blir större får han följa med på ett äventyr som avslöjar hans sanna natur. Resan sträcker sig över hela kontinenten och han får senare namnet Belgarion. Böckerna är liksom fortsättningen Sagan om Mallorea fantasylitteratur.

## Delar
Seriens fem delar är:
1. Stenens väktare (originaltitel Pawn of Prophecy), utgiven 1982, svensk översättning 1989.[1]
2. Profetians tid (originaltitel Queen of Sorcery), utgiven 1982, svensk översättning 1990.[2]
3. Besvärjarnas kamp (originaltitel Magician's Gambit), utgiven 1983, svensk översättning 1991.[3]
4. Rivas drottning (originaltitel Castle of Wizardry), utgiven 1984, svensk översättning 1991.[4]
5. Ödets fullbordan (originaltitel Enchanters' End Game), utgiven 1984, svensk översättning 1992.[5]